# Сударьков, Николай Максимович
Никола́й Макси́мович Сударько́в (12 октября 1923, пос. Первое Мая, Смоленская губерния — 27 мая 2006, Щёкино, Тульская область) — командир взвода связи 7-го гвардейского воздушно-десантного стрелкового полка, гвардии старшина — на момент представления к награждению орденом Славы.

## Биография
Родился 12 октября 1923 года в посёлке Первое Мая (ныне — Шумячского района Смоленской области). В 1939 году окончил 7 классов и по направлению уехал в Ленинград, здесь окончил школу фабрично-заводского ученичества. Работал монтажником-верхолазом в тресте «Ленмотажстрой».
Весной 1941 года направлен на станцию Мга, на авиационный завод. В начале войны участвовал в демонтаже и эвакуации оборудования завода в тыл, в город Нижний Тагил Свердловской области. Здесь уже монтировал станки под открытым небом.
В марте 1942 года был призван в армию Нижнетагильским горвоенкоматом. Был зачислен в 23-ю отдельную лыжную бригаду. В её составе принял первый бой на Северо-Западном фронте. Был дважды ранен — в ноябре 1942 года и феврале 1943 года. После второго ранения и госпиталя в запасном полку получил специальность телефониста.
Службу продолжил в 7-м гвардейском воздушно-десантном стрелковом полку 2-й гвардейской воздушно-десантной дивизии, во взводе связи. С этой частью прошел до Победы. Воевал на Центральном, 1-м и 4-м Украинских фронтах. В 1944 году вступил в ВКП/КПСС.
Весной 1944 года в боях на проскуровском направлении и в последующих боевых действиях гвардии сержант Сударьков своевременно устранял порывы линий связи от НП командира батальона к ротам. Только в одном бою за населенный пункт Андреевка устранил 17 порывов линий связи.
Приказом по частям 2-й гвардейской воздушно-десантной дивизии от 10 июня 1944 года гвардии сержант Сударьков Николай Максимович награждён орденом Славы 3-й степени.
В начале сентября 1944 года у города Яремча гвардии сержант Сударьков под огнём провел линию связи и обеспечил её устойчивую работу. При отражении контратаки противника сразил несколько автоматчиков.
Приказом по войскам 4-го Украинского фронта от 29 сентября 1944 года гвардии старший сержант Сударьков Николай Максимович награждён орденом Славы 2-й степени.
К декабрю 1944 года гвардии старшина Сударьков уже исполнял обязанности командира взвода связи 3-го батальона того же полка. В трудных условиях Карпат всегда обеспечивал надежную связь. При отражении атаки прорвавшихся на КП батальона венгров, огнём из автомата уничтожил 10 врагов. Был награждён орденом Красной Звезды.
15 января 1945 года в боях у населенного пункта Мокранце гвардии старшина Сударьков сумел так организовать работу взвода связи, что в самых сложных условиях связь работал бесперебойно. Устраняя с двумя бойцами очередной обрыв, обнаружил группу противников. Первым атаковал их, гранатой уничтожил пулеметный расчет и, захватив пулемет, открыл из него огонь по врагу. Стрелял, пока не был ранен и тяжело контужен осколками гранаты. В этом бою лично истребил свыше 16 вражеских солдат и вывел из строя 2 пулемета.
Товарищами был внесен с поля боя. Ранение было тяжелое — осколки попали в голову, повредили глаз — в части его посчитали погибшим, домой ушла похоронка. После госпиталя в свою часть не вернулся, последние награды остались не врученными. Вскоре после Победы был демобилизован.
Указом Президиума Верховного Совета СССР от 29 июня 1945 года за образцовое выполнение заданий командования на фонте борьбы с немецкими захватчиками и проявленные при этом доблесть и мужество гвардии сержант Сударьков Николай Максимович награждён орденом Славы 1-й степени. Стал полным кавалером ордена Славы.
Вернувшись в родное село, приложил много сил к восстановлению Первомайского стеклозавода. Затем несколько лет работал на нём начальником цеха.
С января 1952 года жил в городе Щёкино Тульской области. Работал на шахтах треста «Щёкинуголь» крепильщиком, рабочим очистного забоя, бурозапальщиком на шахте № 14, с 1967 года — взрывником на шахте «Люминцевская». Окончил вечернюю среднюю школу, университет марксизма-ленинизма. В 1973 году ушел на пенсию.
Только в 1969 году на встрече с однополчанами узнал о неврученном ордене Славы 1-й степени. А ещё через 2 года, в 1971 году, ветерану были вручены последние боевые ордена Славы 1-й степени и Красной Звезды.
Жил в городе Щёкино. Занимался общественной работой, был активным участником городского совета ветеранов. Почетный гражданин города Щёкино и Щёкинского района.
Скончался 27 мая 2006 года. Похоронен на кладбище деревни Тросна Щёкинского района.
Награждён орденами Отечественной войны 1-й степени, Красной Звезды, Славы 1-й, 2-й, 3-й степеней, медалями, в том числе медалью «За отвагу». В городе Щёкино, на доме где жил ветеран, в 2007 году установлена мемориальная доска.